# Campeonato Sergipano de Futebol de 1978
O Campeonato Sergipano de Futebol de 1978 foi a 55º edição da divisão principal do campeonato estadual de Sergipe. O campeão foi o Itabaiana que conquistou seu 3º título na história da competição. O artilheiro do campeonato foi Florisvaldo, jogador do Vasco, com 30 gols marcados.
Este título foi o primeiro de uma sequência de cinco, o pentacampeonato do Tricolor Serrano, de 1978 a 1982.
A final foi disputada entre o Itabaiana, que derrotara o Confiança na semifinal por 1x3 no Batistão e o Sergipe, que vencera o Vasco pela outra semifinal por 5x0 também no Batistão.
A grande final foi disputada em 3 partidas, e todas tiveram o mesmo placar: 1x0.
Na primeira partida, 1x0 para o Itabaiana, na segunda 1x0 para o Sergipe e na terceira, no dia 6 de maio de 1979, a Associação Olímpica de Itabaiana tornara-se campeã ao vencer novamente por 1x0 o Club Sportivo Sergipe.

## Equipes participantes
| - Confiança (Aracaju) - Itabaiana (Itabaiana) - Maruinense (Maruim) - Sergipe (Aracaju) - Esporte Clube Propriá (Propriá) | - Santa Cruz (Estância) - Lagarto (Lagarto (Sergipe)) - Olímpico (Aracaju) - Vasco (Aracaju) |

## Premiação
| Campeonato Sergipano de 1978  |
| Itabaiana                     |
| ----------------------------- |
| Itabaiana Campeão (3º título) |